# Cornélio Ferreira França
Cornélio Ferreira França (Salvador, 19 de março de 1802 — Rio de Janeiro, 6 de junho de 1878) foi um magistrado e político brasileiro. Foi um dos primeiros ministros a compor o Supremo Tribunal de Justiça, atual Supremo Tribunal Federal.

## Família
Filho de um notável médico baiano, o Dr. Antônio Ferreira França e de D. Ana Ferreira França, cursou a Universidade de Coimbra, onde recebeu o grau de Doutor em Leis, em 19 de junho de 1824.
Era irmão do também Ministro do Supremo Tribunal de Justiça Ernesto Ferreira França.

## Carreira
Em 1824 foi nomeado por D. Pedro I para o lugar de Juiz de Fora da cidade de Ouro Preto e Provedor da Fazenda dos Defuntos e Ausentes, Resíduos e Capelas da mesma cidade, em 18 de janeiro de 1825. Passou a Ouvidor da referida cidade, em decreto de 12 de dezembro de 1826, e do Espírito Santo, em decreto de 13 de janeiro de 1829 foi nomeado posteriormente Provedor do mesmo estado.
Em decreto de 7 de abril de 1830, foi nomeado Desembargador da Relação de Pernambuco e em 8 de outubro de 1832, para o mesmo cargo da Relação da Bahia, onde serviu durante dezessete anos.
Foi nomeado Ministro do Supremo Tribunal de Justiça, por decreto de 4 de junho de 1849, na vaga proveniente do falecimento de Francisco José de Freitas; tomou posse em 10 de julho de 1850. Foi aposentado em decreto de 30 de dezembro de 1863.
Exerceu também o mandato de Deputado da Assembléia-Geral Legislativa, pela província da Bahia, na 3ª legislatura (1834-1837).

## Títulos e honrarias
Foi agraciado por D. Pedro II com o título do Conselho, em carta de 17 de outubro de 1849, e o foro de Fidalgo Cavaleiro, em decreto de 19 de novembro de 1849.

## Morte
Cornélio Ferreira França faleceu na cidade do Rio de Janeiro, em 6 de junho de 1878, sendo sepultado no Cemitério da Ordem de Francisco de Paula, em Catumbi, na capital carioca.